# Carl Book
Carl Gustaf Book, född 24 december 1830 i Uppsala, död 17 augusti 1889, var en svensk altviolinist vid Kungliga Hovkapellet.

## Biografi
Carl Gustaf Book föddes 24 december 1830 i Uppsala. Han var son till harmonist Carl Petter Book och Johanna. Han anställdes 1 juli 1852 som altviolinist vid Kungliga Hovkapellet i Stockholm. Book gifte sig 5 oktober 1856 med Augusta Wilhelmina Lindström. Han invaldes som ledamot 473 av Kungliga Musikaliska Akademien den 21 mars 1885. Han var bror till Fridolf Book. Book avled 17 augusti 1889.